# Gozan (zen)
Gozan (jap. 五山 pięć gór, pięć wielkich świątyń) – system desygnowania pięciu najważniejszych świątyń buddyzmu zen przez siogunat Ashikaga, wywodzący się z podobnego systemu w Chinach. Został odrzucony wraz z upadkiem rodu Ashikaga.
Powstał w XIV w. i początkowo dotyczył tylko Kamakury. Wówczas do gozan desygnowano świątynie: Kenchō-ji, Engaku-ji, Jufuku-ji, Jōchi-ji i Jōmyō-ji. Później zastosowano go do świątyń w Kioto, gdzie wyznaczono: Tenryū-ji, Shōkoku-ji, Kennin-ji, Tōfuku-ji i Manju-ji.
Desygnowane świątynie były największymi ośrodkami nauki i sztuki w ówczesnej Japonii. Utrzymywały ścisłe kontakty z Chinami, a chińscy duchowni często byli opatami japońskich świątyń. Zajmowały się one studiami nad buddyzmem i konfucjanizmem, opracowywały słowniki, encyklopedie, zbiory prozy i poezji, rozwijały kaligrafię, malarstwo i inne sztuki. Pobierało w nich nauki wielu artystów, jak Musō Soseki, Sesshū Tōyō, czy Tenshō Shūbun.